# OPS 히터
OPS 히터는 홈런이나 장타를 많이 치면서 타율과 출루율도 좋은 타자를 가리키는 단어이다. OPS 타자라고 부르기도 한다.

## 설명
OPS 히터는 타자의 세부 지표인 OPS가 좋으며 이런 유형의 타자는 공갈포 유형의 타자보다 더욱 좋은 대우를 받는다. 5툴 플레이어와 매우 유사한 단어같지만 5툴 플레이어와의 차이점은 5툴 플레이어는 여기에 발까지도 빨라서 3루타도 잘치고 도루 능력이 좋으며 그로 인해 20-20 클럽, 30-30 클럽, 40-40 클럽과 같은 기록도 가질 정도로 훌륭한 능력을 가진 타자들이지만 OPS 히터는 발이 느린 편인 타자도 달성할 수 있는 타자의 기록이라는 것이 된다. 다만 5툴 플레이어인 타자의 경우도 넓게 보면 OPS 히터의 범주에 속하게 된다. OPS 히터는 타율도 좋기 때문에 득점권에서 적시타를 많이 양산하기도 하며 이로 인해 공갈포 유형의 타자보다도 타점까지 높다. OPS 히터는 대부분 각 야구 구단의 중심 타선에 배치되는 경우가 많다.

## 같이 보기
- 타자
- OPS